# Batalla de Chapicuy
La batalla de Chapicuy fue un combate en el marco de las Invasión Portuguesa a la Banda Oriental iniciada en 1816

## Descripción
Los portugueses, con una escuadrilla de Sena Pereira, lograron entrar en el río Uruguay el 2 de mayo de 1818, con evidente complicidad del gobierno de Buenos Aires, destruyendo las baterías artiguistas de la costa, y entrando en contacto con el jefe de las milicias riograndenses, Bento Manuel Ribeiro. Apoyado en ella, este pudo cruzar a Entre Ríos, y derrotar al comandante artiguista Gorgonio Aguiar, que estaba escalonado en varios campamentos desde el arroyo Yeruá hasta el arroyo de la China, Bento Ribeiro volvió a cruzar el río Uruguay. 
Luego de eso, los portugueses regresaron al territorio de la Banda Oriental en busca del caudillo, que dirigía la resistencia Oriental, José Gervasio Artigas. Fructuoso Rivera logró interceptar a este ejército, comandado por el legendario caudillo riograndense Bento Manuel Ribeiro y obtuvo una aplastante victoria en las puntas del arroyo Chapicuy, cerca del río Uruguay, actual departamento de Paysandú, el 14 de junio de 1818. Derrotado en primera instancia, el caudillo oriental se rehízo y bligó al portugués a huir ―con fuertes pérdidas― por medio de una carga a lanza, de las que lo harían célebre.
- Datos: Q5722318